# Urkabustaiz
Urkabustaiz (baskisch und offiziell; spanisch Urcabustaiz) ist eine baskische Gemeinde mit 1.462 Einwohnern (Stand: 2024) in der Provinz Álava im Baskenland in Nordspanien. Die Gemeinde besteht neben dem Hauptort Izarra aus den Ortschaften Abezia, Abornikano, Beluntza, Goiuri-Ondona, Inoso, Larrazkueta, Oiardo, Untzaga-Apregindana/Unzá-Apreguíndana und Uzkiano.

## Lage
Urkabustaiz liegt etwa 17 Kilometer nordwestlich von der Hauptstadt Álavas, Vitoria-Gasteiz, die von hier aus über die Autopista AP-68 erreicht wird. Durch die Gemeinde fließt der Fluss Jaundia.

## Bevölkerungsentwicklung der Gemeinde
Quelle: INE-Archiv – grafische Aufarbeitung für Wikipedia

## Kultur

### Sehenswürdigkeiten
Abezia
- Martinskirche

Abornikano
- Clemenskirche

Beluntza
- Peterskirche
- Kapelle der Pietà

Inoso
- Kirche der Unbefleckten Empfängnis
- Kapelle Unserer Lieben Frau von Goicoana

Izarra
- Josephskirche
- Kirche Mariä Himmelfahrt
- Kirche Mariä Geburt
- Kapelle
- Rathaus

Goiuri-Ondona
- Wasserfall
- Jakobuskirche
- Antoniuskapelle

Larrazkueta
- Vinzenzkirche

Oiardo
- Johannes-der-Täufer-Kirche

Uzkiano
- Michaeliskirche

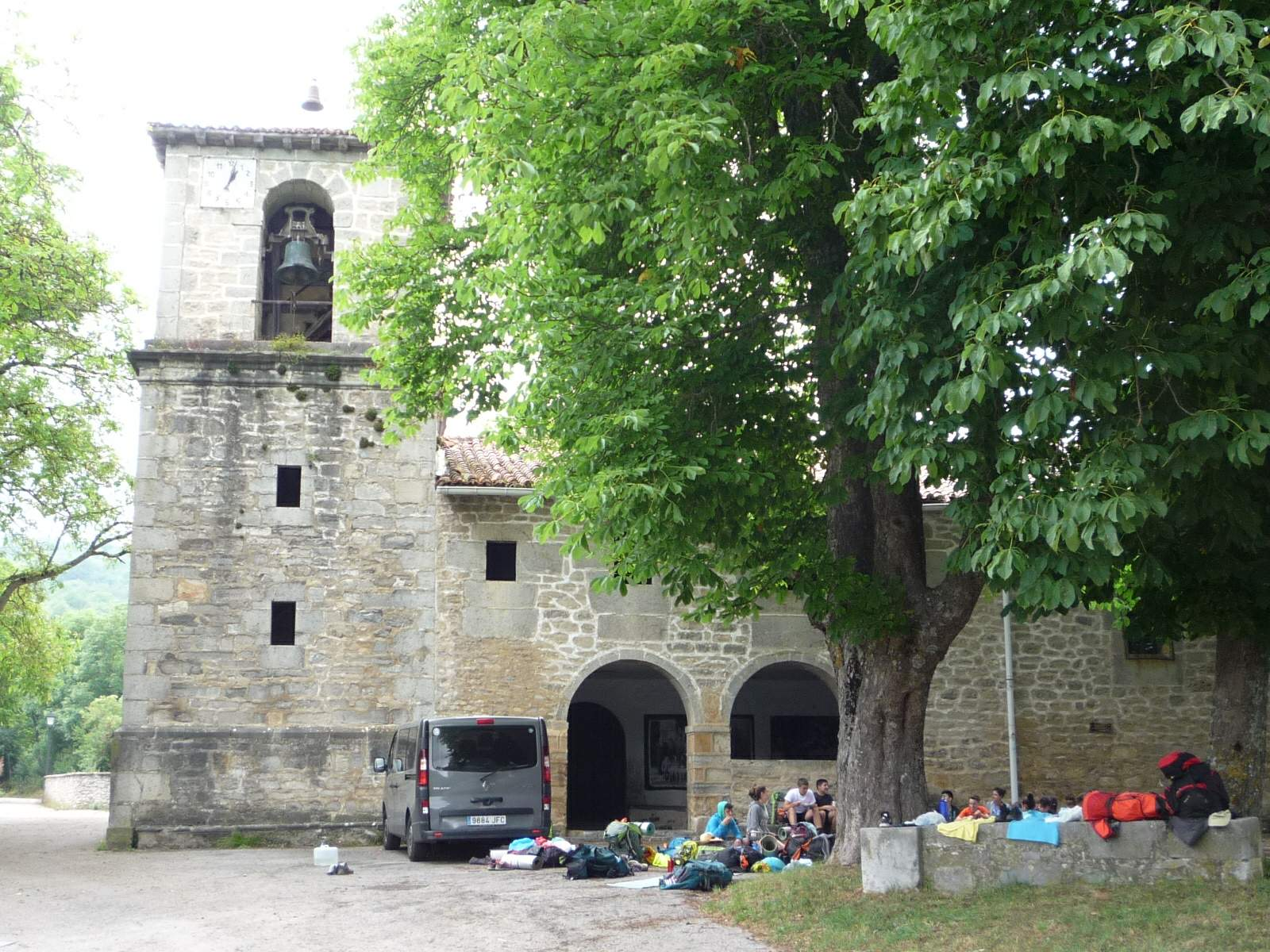
Martinskirche in Abezia
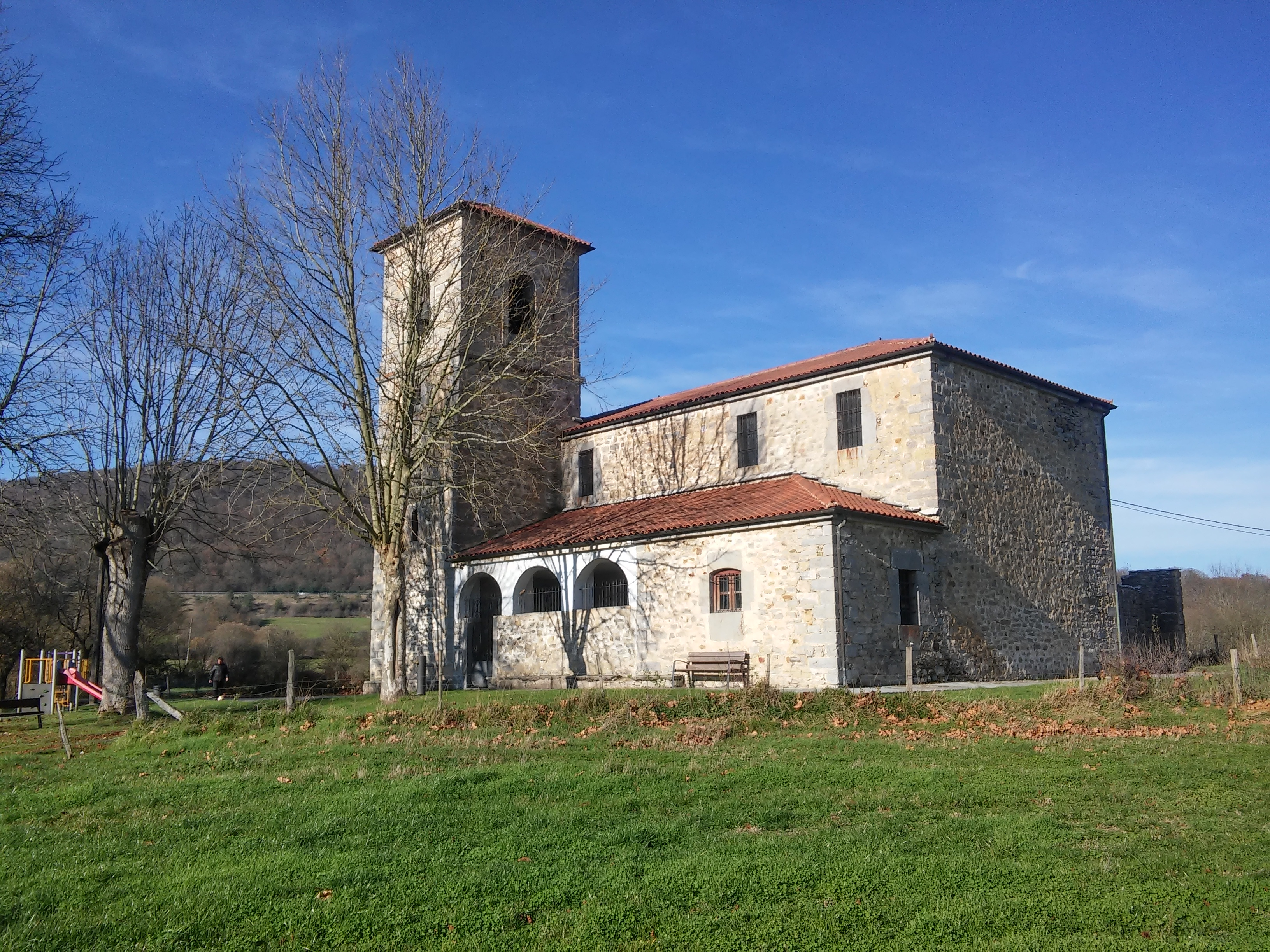
Clemenskirche von Abornikano
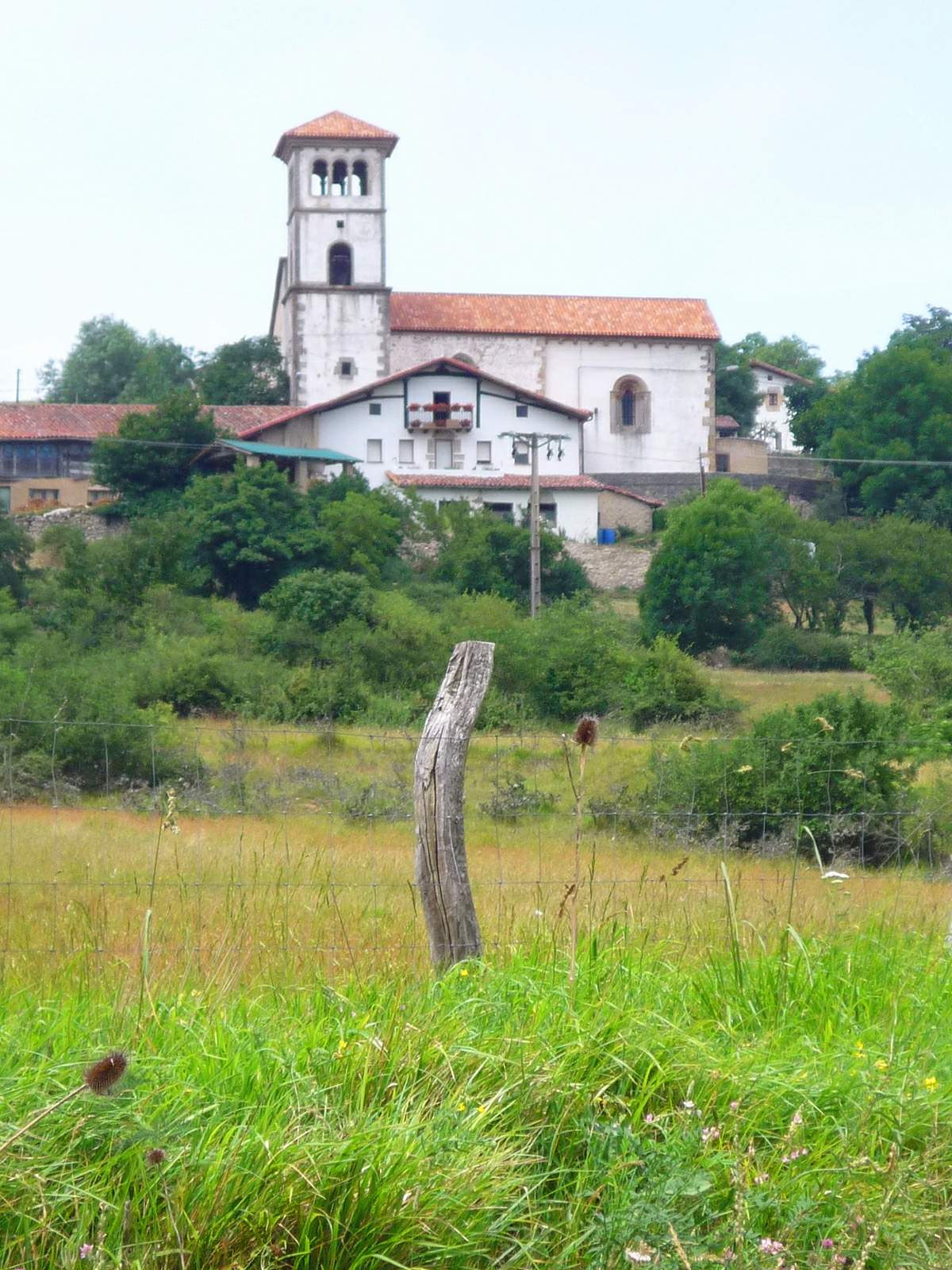
Peterskirche von Beluntza
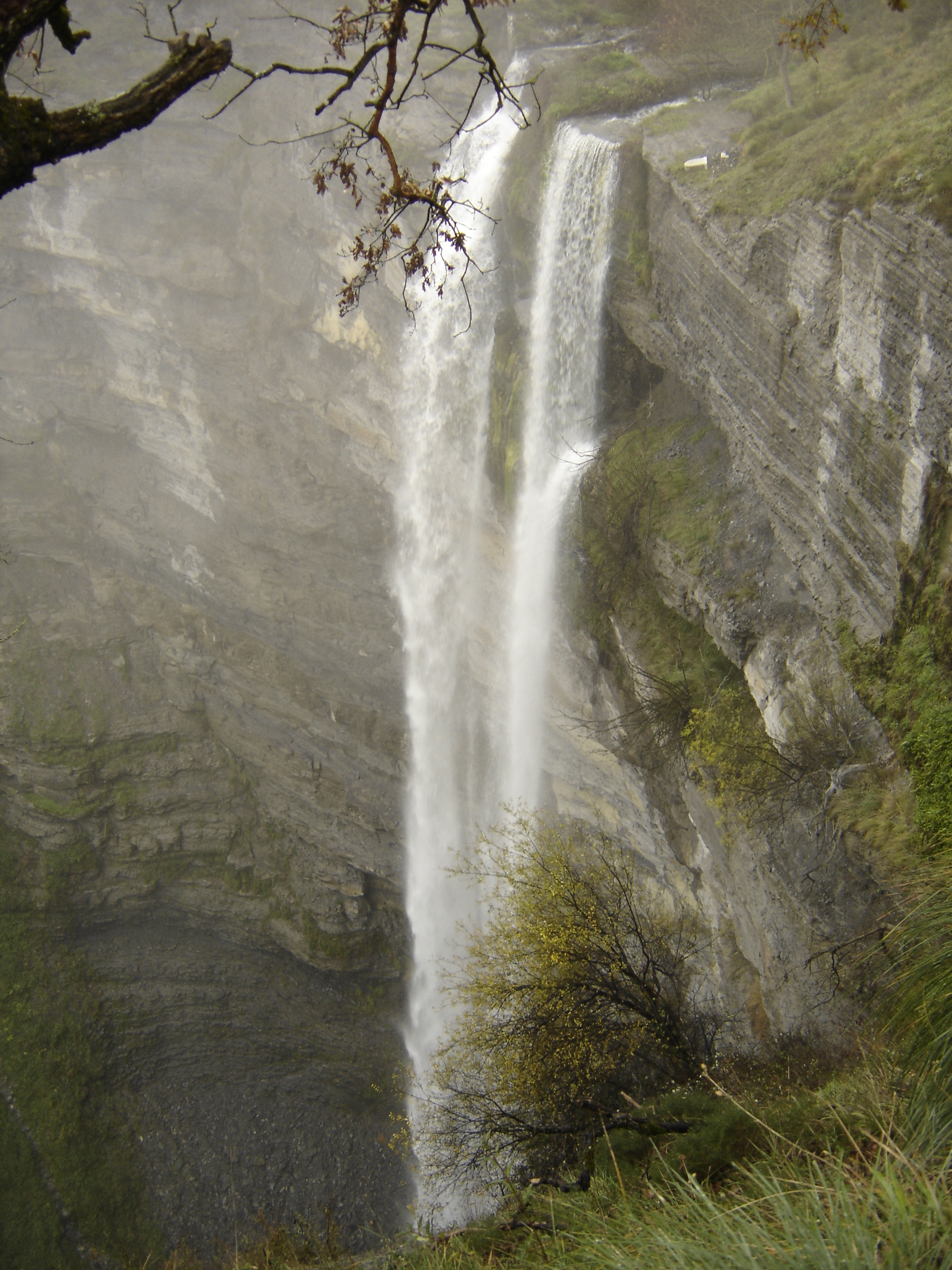
Wasserfall von Goiuri
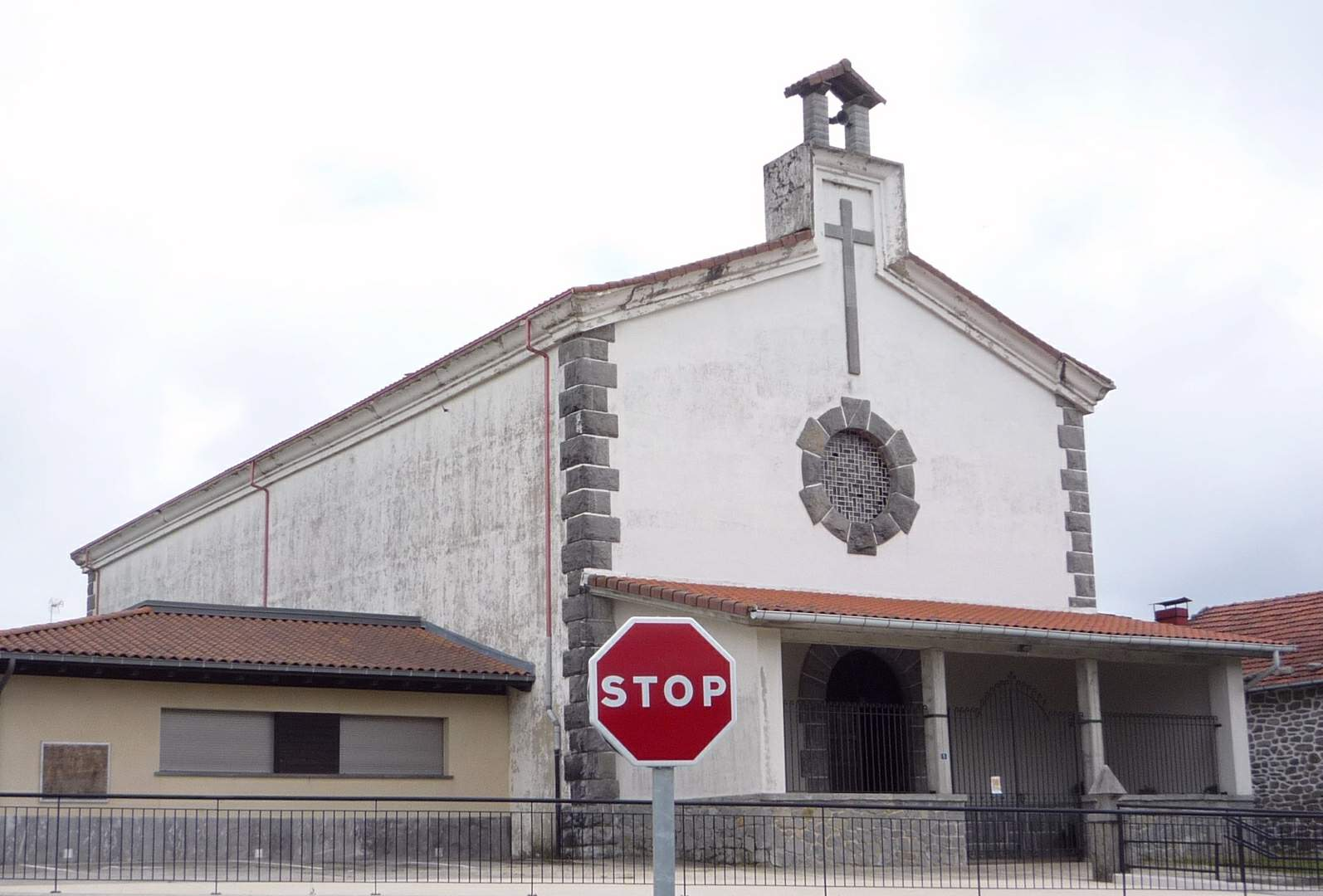
Josephskirche in Izarra
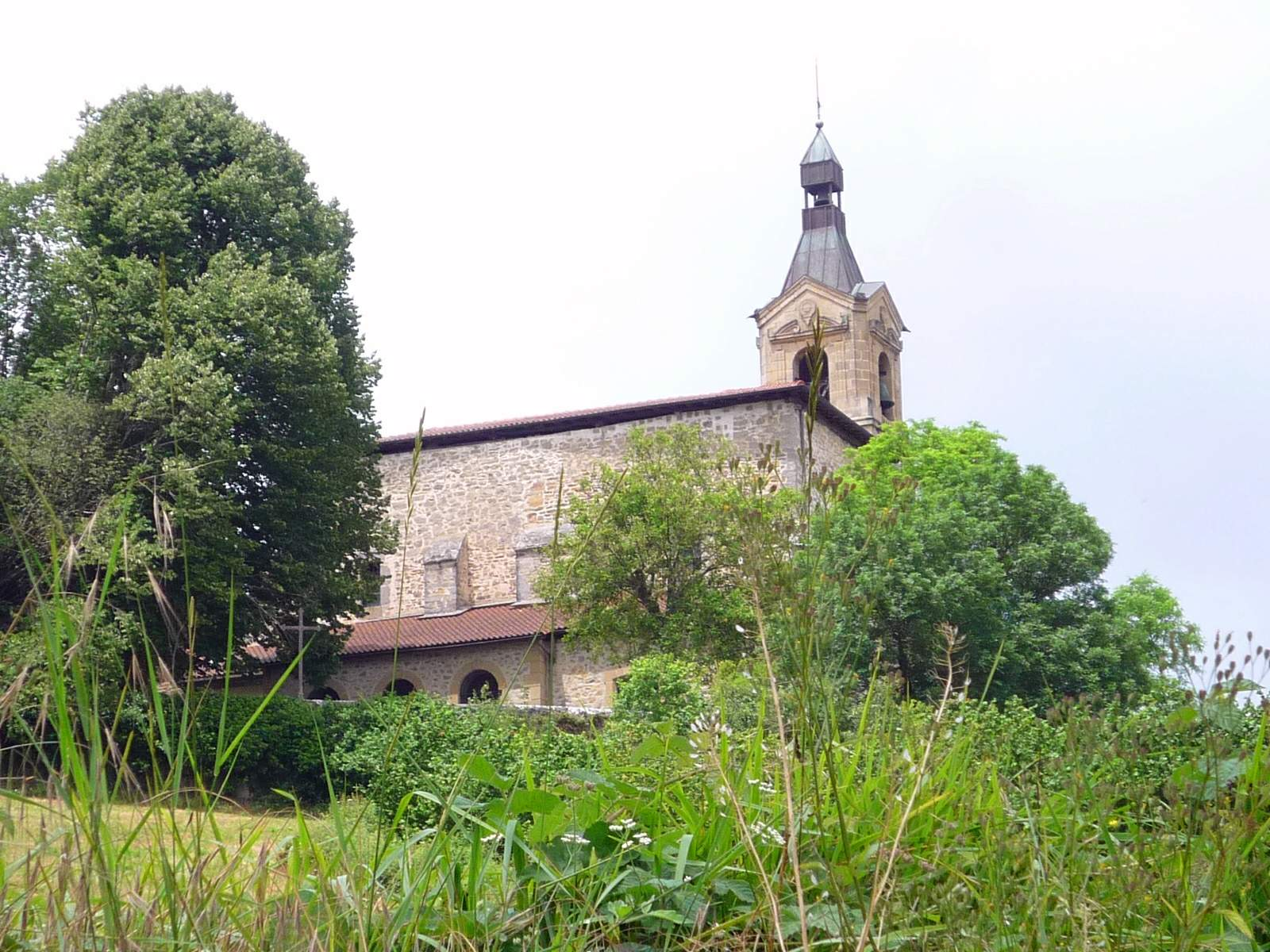
Kirche Mariä Himmelfahrt
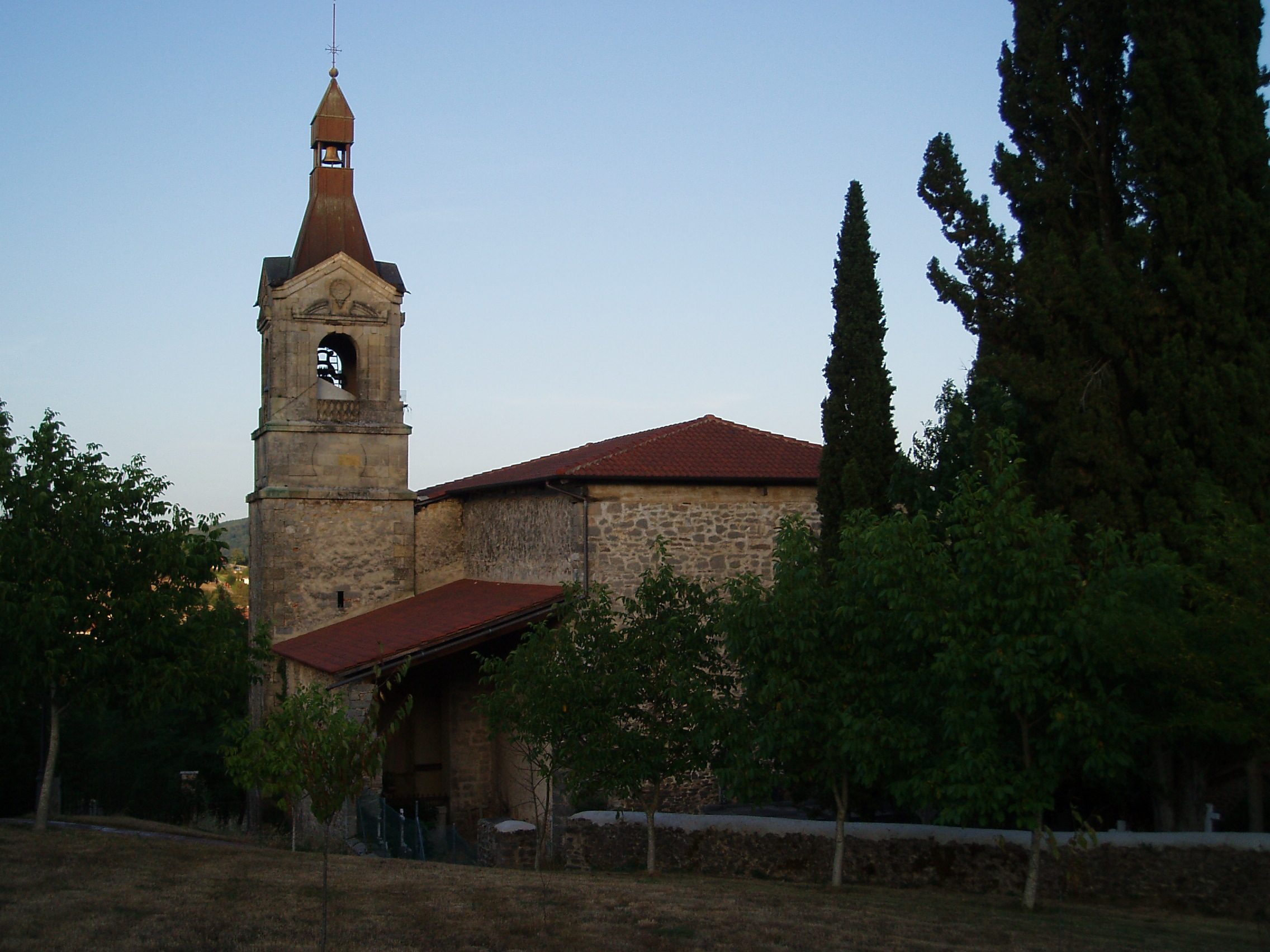
Kirche Mariä Geburt
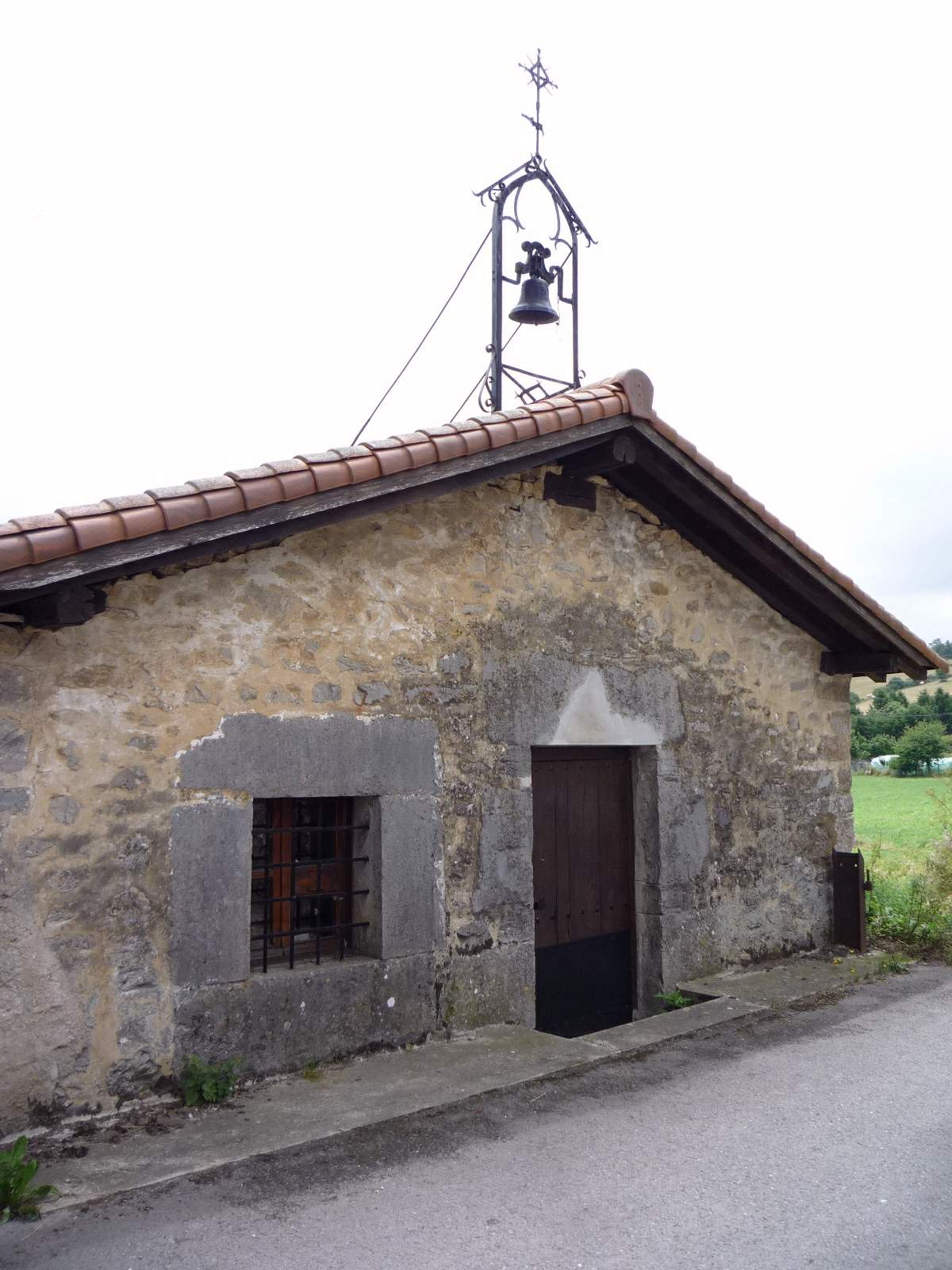
Kapelle
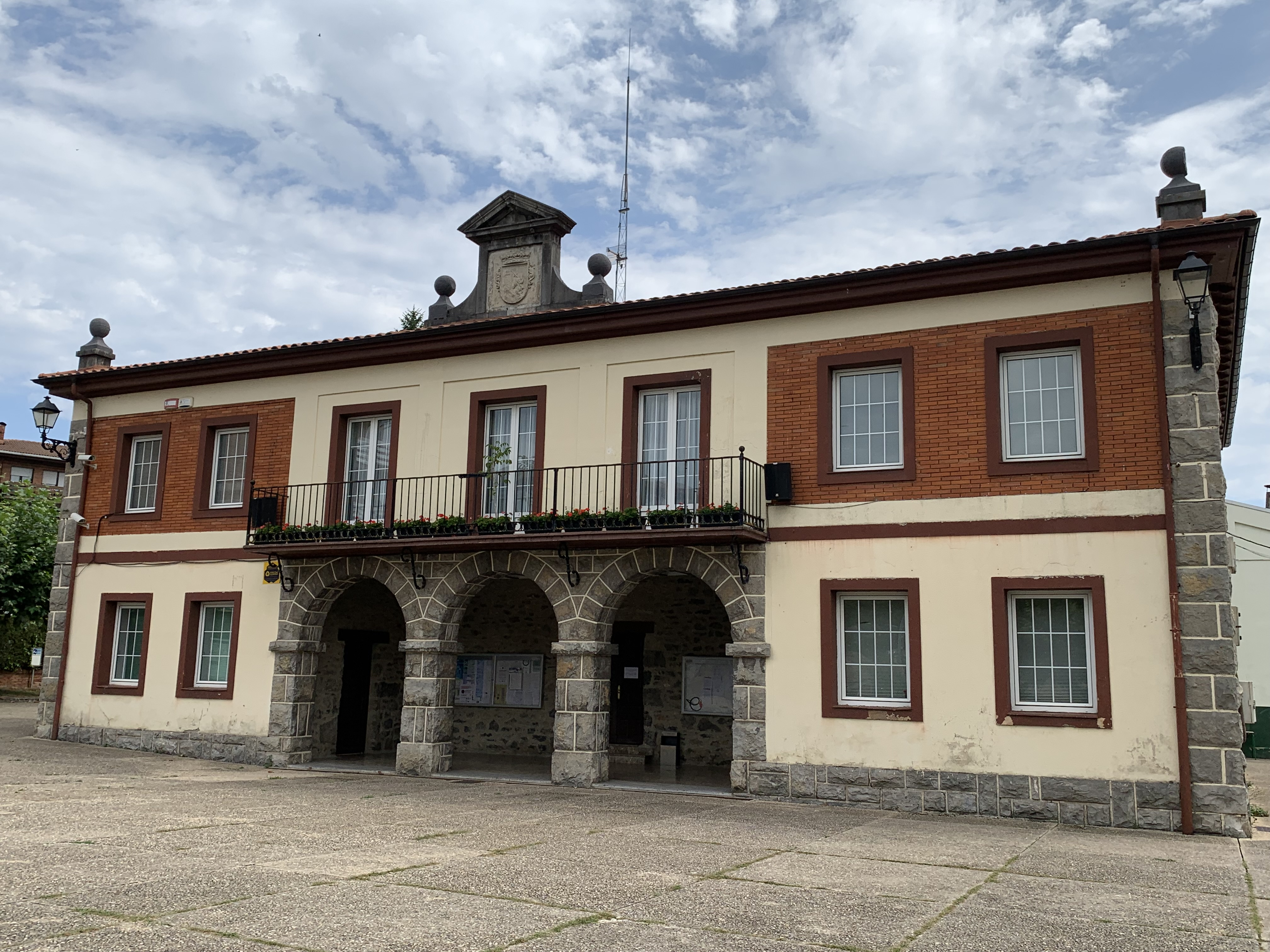
Rathaus